# Patch (Unix)
Uma patch (Unix) é um programa de computador do sistema operacional UNIX que aplica as diferenças textuais entre dois programas e, mais freqüentemente, a arquivos de computador contendo essas diferenças, ou arquivos diff.
Uma vez que você tem alguma das versão dos elementos e o patch, você consegue transformar uma na outra, e vice versa.
O programa patch original foi escrito por Larry Wall, que foi também o autor da linguagem de programação Perl.
O programa patch é muito utilizado em processos de software para clarificar o que um programador modificou, diferenciando o código dele do código do repositório (anterior a mudança dele). Isso facilita o processo de revisão e mede o desempenho dos programadores.
O principal aplicativo que gera patch é o diff, e o que combina o patch é o programa patch.
Para aplicar um patch distribuído como um arquivo diff com o programa patch, lance o seguinte comando em um shell:
```
 $ patch -p1 < name_of_patch.diff
```

Este comando faz com que patch aplique as mudanças descritas no arquivo diff aos arquivos lá especificados e que salte a primeira parte do caminho de acesso (path) aos arquivos em questão.
Patch (ou patches, no termo musical) também pode ser um conjunto de edições eletrônicas feitas em vários tipos de instrumentos musicais multi-timbrais (de vários tipos de timbres), principalmente de teclados, onde ao se memorizar, gravar, tais edições e efeitos, acabam servindo para se exportar esses "novos" timbres a outros equipamentos ou teclados, mesmo de outras marcas. Tais teclados (ou mesas de sons entre outros) na essência são principalmente sintetizadores, ou "montadores de timbres" e é claro além de teclados de palco. Muitos confundem patches com samples, onde samples na verdade são amostras de son reais (wav) gravados de instrumentos reais e reproduzidos nota por nota num teclado. Pode-se tocar qualquer instrumento ou sons nesse teclado atraves de samples. Já patches tem como matéria prima os próprios timbres de fábrica desses teclados, apenas os modificando/editando em vários eventos, como reverb, sustain, echo, attack, release, chorus, flanger, Amp, modulation, LFO, etc. O que o pode modificar muito. Na verdade o sampleamento faz isso também sobre seus samples. É essa a vantagem do patch sobre samples, pode-se os transferir a muitos teclados sem sampler interno, desde que aceite receber edições de timbres. Mas também pode diferir e muito de uma marca a outra de teclado no resultado. Coisa rara em samples.

## Portagens de patch
Patch foi portado para Cygwin, MinGW e Windows nativo.